# 合田純奈
合田 純奈（ごうだ あやな、1994年7月8日 - ）は、日本の元新聞記者。大阪府出身、東京都在住。新聞記者としては朝日新聞西部報道センターや鹿児島総局に所属して、福岡県や鹿児島県に在住していた。
新聞記者になる以前の大学生時代に、女優としても活動した。

## 来歴
3歳の頃には人前に出る仕事に憧れており、引っ込み思案ながら演劇をやるときだけは積極的になれた性格だったという。小学5年生のときには親に黙って新人オーディションに応募したこともあり、中学1年生のときにも映画の新人オーディションに応募するが、落選。何気なく女優になる夢を口にしたときに親から反対を受けたこともあり、女優は現実的な夢ではないと思うようになった。
同志社大学法学部在学時、アイルランドで1年間の留学を経験。そこでの体験から、「やりたいことは全部やろう」と決め、演技への挑戦も再度志すようになる。また、2016年には「ミス・キャンパスコレクション2016 大阪」に参加。それまではサロンモデルなどといった人に見てもらうタイプの本格的な活動経験はなかったという。
同年秋にENBUゼミナールのシネマプロジェクト第6弾に参加して映画に出演した友人が東京国際映画祭のレッドカーペットを歩いている様子がInstagramに投稿されているのを見る。「自分も負けてられない」という感情と「映画のエンドロールに名前を載せたい」という夢の元、全くの演技経験がない中、2017年の同プロジェクト第7弾に応募。オーディションでは緊張で頭が真っ白になってしまい、課題だった台詞を忘れ、台本を読みながらでいいと言われてもほとんど言葉を発すことができないでいたが、「生きづらそうな人」を集めたいという考えを持っていた上田慎一郎の班に採用され、ワークショップ参加が決定する。関西から一時的に上京し、同プロジェクトのワークショップを経て、映画『カメラを止めるな!』にメインキャストの1人である新米AD役として出演。同映画は同年11月にK's cinema（新宿）にて6日間のイベント上映が行われた。演技未経験だった合田だが、同作では監督の上田が各キャストの役柄を当て書きで書いていたこともあって、相手の言葉に反応する形のナチュラルな芝居になったという。
「表現すること」や「人に伝えること」を仕事にしたいと思っていたが、女優を職業にしようとまでは考えておらず、大学時代に新聞社でアルバイトをしたことから記者の仕事に興味を持つようになる。大学卒業後の2018年の春からは朝日新聞社に入社し、福岡県に赴任。記者としては福岡県警や野球など記事の執筆を担当した。
海外や国内の映画祭でいくつかの賞を受賞したことから2018年6月より出演映画『カメラを止めるな!』の劇場公開が始まると、当初は都内2館での上映が日本全国の映画館での上映に拡大するほどのヒットを記録する。合田は一社会人となっていたため、2018年からの劇場公開当初は同映画のイベントや舞台挨拶には参加せず、役者としてのSNSアカウントも開設していなかったが、作品のファンに感謝を伝えたいという気持ちで同年7月25日よりTwitterアカウントを開設し、居住地や本職との兼ね合いから頻度は少ないながらも参加するようになる。同年10月25日には第31回東京国際映画祭のレッドカーペットイベントに参加し、2年前にInstagramで友人を見た場所と同じ場所に立つことができた。また、本職の新聞記者として、同映画の記事の執筆に携わることもあった。その他、同映画の出演者の一人として、福岡県のローカル番組に何度かゲスト出演しており、中でも同年10月放送の『シリタカ!』（KBCテレビ）で自宅の公開などの密着取材を受け、後日『サワダデース』（KBCテレビ）に生出演したときも同じVTRが使われた。
『カメラを止めるな!』の撮影当時、就職活動中であったことから、大学生活最後の思い出として最初で最後の映画出演のつもりだと語っており、映画公式サイトのキャスト紹介でも「今後の出演予定はなし」とされている。しかし、同年12月発売の同映画のファンブックでは、「女優業も諦めていない」「機会があればまたやりたい」と記述されていた。2019年1月28日放送の『中居くん決めて!』（TBSテレビ）に出演し、このまま安定して社会人を続けるべきか、女優の夢を追いかけるべきかの相談を持ち掛けた。中居正広から「気持ちが切れるまで夢を追い続けてもいいのでは」と助言を送られ、番組内では合田は女優を目指すことを決断している。番組放送後、自身のツイッターで「人生の節目に頂いた中居さんの言葉を大切に、自分の好きなことってなにか考えたいと思います」と前向きなツイートをすると、『カメラを止めるな!』の監督である上田慎一郎から「僕は合田純奈を応援します。純奈なら大丈夫。選んだ道を正解にできる」と激励のツイートが送られた。
2019年3月、『カメラを止めるな!』スピンオフドラマとして制作された『ハリウッド大作戦!』に出演し、これが久しぶりの女優活動となった。
同年10月22日、『ちちんぷいぷい』（毎日放送）にVTR出演し、同志社大学在学時に『ロザンの道案内しよッ!』でインタビューを受けていたこと、『カメラを止めるな!』に出演したことを報告した。
2020年1月に『カメラを止めるな!』関係者の新年会に参加し、映像制作に挑戦したい思いを打ち明けると、共演の曽我真臣からYouTubeの映画紹介動画『シネマ・チラリズム』への出演を打診される。同年2月1日、『シネマ・チラリズム』に出演し、朝日新聞社を退職して上京したことを報告した。同動画のMCに加わるほか、映像の編集にも携わり、話があれば役者活動もやりたいと語っている。
同年10月27日、澤佳一郎の監督による長編劇映画第2弾『アリスの住人』のメインキャスト・座敷童役として出演することが映画公式Twitterより発表された。『カメラを止めるな!』栗原綾奈役以外では初の本格的な女優活動となり、また、『カメラを止めるな!』でも一緒だったしゅはまはるみとの共演となる。
その後、『シネマ・チラリズム』への出演が2022年9月を最後になくなり、表立った芸能活動がない状況だったが、2023年5月のTwitter更新にて「迷った時期もありますが、今は色々挑戦中です」と現状も活動を継続している旨を報告している。なお、2024年6月開催予定の『シネマ・チラリズム』上映イベントには、久しぶりに関わる予定。

## 出演

### 映画
- カメラを止めるな!（2018年6月23日公開[注 3]、ENBUゼミナール=アスミック・エース、監督：上田慎一郎） - 栗原綾奈 役
- アリスの住人（2021年12月4日公開、reclusive factory、監督：澤佳一郎） - 座敷童 役[29]
- ゆりに首ったけ（2023年11月11日公開、リアルメーカーズ、監督：中泉裕矢）[33]
- INTERFACE 知能機械犯罪公訴部 -ペルソナ-（2023年11月25日公開[注 4]、監督：下向拓生） - AIカナエ 役[35]
- MAD MASK（2025年7月25日公開）

#### 短編映画
- カメラを止めるな!リモート大作戦!（2020年5月1日公開[注 5]、監督：上田慎一郎） - 栗原綾奈 役

### テレビドラマ
- 東京地検の男（2021年3月24日、テレビ朝日） - 女性事務員 役
- とまどい社会人のビズワード講座（2023年4月6日 - 、NHK Eテレ）スキット出演
- かりあげクン（2023年1月7日 - 3月25日、BS松竹東急） - ほんにゃら産業の社員 役
- アイドル失格 第5話（2024年2月10日、BS松竹東急） - 助監督 役[36]
- 御社の乱れ正します! 第6話 - 第8話（2024年5月7日 - 21日、BS-TBS） - 横田 役[37]

### ウェブドラマ
- カメラを止めるな! スピンオフ ハリウッド大作戦!（2019年3月2日、AbemaTV AbemaSPECIAL2[注 6]） - 栗原綾奈 役
- アノニマチュ!〜恋の指相撲対策室〜 第7話（2021年3月8日、Paravi）

### ウェブ番組
- シネマ・チラリズム（2020年2月1日 - 2022年9月、YouTube） - MC

### 舞台
- 芸門-第5回本公演「小さな島の日の出食堂」（2021年11月2日 - 7日、シアターブラッツ）

## 作品

### 映画
- アリスの住人（2021年12月4日公開） - 助監督
- 富士山と、コーヒーと、しあわせの数式（2025年10月24日公開予定、ギャガ） - プロット協力

### テレビドラマ
- シークレット同盟（2024年、読売テレビ） - 第5・8話脚本
- おとなになっても（2025年、Hulu） - 第5・6・9話脚本